# Tielts Kloosterbier
Tielts Kloosterbier is een Belgische tripel gebrouwen door Brouwerij De Poes uit Tielt. Het wordt sinds 2019 uitgebracht. Het bier is een lichtgekleurd abdijbier en geldt als een tripel. Het Tielts Kloosterbier heeft een alcoholpercentage van 8%

## Tielts Minderbroederklooster
Op het label staat de gestileerde paterskerk van het Tieltse Minderbroederklooster. Op deze historische plaats werd tot in de late 18e eeuw bier gebrouwen. Brouwerij De Poes vermeldt dat de opbrengst van het bier de renovatie van het Tieltse minderbroedersklooster ondersteunt.